# William Adamson
William Adamson (ur. 2 kwietnia 1863 w Dunfermline, zm. 23 lutego 1936), brytyjski polityk, członek Partii Pracy, minister w rządach Ramsaya MacDonalda.

## Życiorys
Pracował jako górnik w Fife. Tam związał się z Narodowym Związkiem Górników. Następnie działał w Partii Pracy. W grudniu 1910 r. został wybrany do Izby Gmin jako reprezentant okręgu West Fife. W latach 1917–1921 był liderem Partii Pracy. W rządach MacDonalda w 1924 r. i w latach 1929–1931 był ministrem ds. Szkocji.
W 1931 r. sprzeciwił się powołaniu rządu narodowego i przeszedł do opozycji. Przegrał następne wybory parlamentarne w 1931 r. Bez powodzenia startował w wyborach parlamentarnych w 1935 r. Zmarł rok później.